# Ahmed Boumendjel
Pour les articles homonymes, voir Boumendjel.
Ahmed Boumendjel, né le 22 avril 1908 à Beni Yenni, dans l'actuelle wilaya de Tizi Ouzou et mort le 19 novembre 1982, est un avocat et homme politique algérien.

## Biographie
Né d'un père instituteur, Ahmed était l'ainé d'une fratrie de sept enfants, qui compte aussi un autre nationaliste du nom de Ali Boumendjel. Il étudie pour devenir avocat. Il assura la défense de Messali Hadj, durant son procès en 1939.
Ahmed Boumendjel adhère au parti de l'Union démocratique du manifeste algérien (UDMA) de Ferhat Abbas en 1946,.
En 1949, il occupe le poste de conseiller de l'Union française. Puis, il rejoint les rangs du Front de libération nationale (FLN) en 1957 et il devient membre du Conseil national de la Révolution algérienne (CNRA).
Il obtient le poste de conseiller politique au ministère de l'Information du Gouvernement provisoire de la République algérienne (GPRA). Il rencontre Tito en 1960, avec lequel il négocie un soutien yougoslave à la cause indépendantiste algérienne. Il participe aux pourparlers de Melun avec Mohamed Seddik Benyahia fin juin 1960, aux négociations d'Évian en mai 1961, et aux accords d'Évian le 18 mars 1962. Il est nommé ministre de la Reconstruction, des Travaux publics et des Transports le 27 septembre 1962, dans le premier Gouvernement de Ben Bella. Il est député FLN de Tizi Ouzou dans l'assemblée nationale constituante de 1962.
Après deux ans, Ahmed Boumendjel se retire de la vie politique en décembre 1964. Il meurt le 19 novembre 1982 à l'âge de 74 ans.